# Meniscomorpha elizondoi
Meniscomorpha elizondoi là một loài tò vò trong họ Ichneumonidae.